# Luis Clemente de la Vega Rodríguez
 Luis Clemente de la Vega Rodríguez (San Isidro, Espejo, Provincia de Carchi, 29 de agosto de 1921-Boliche, Provincia de Pichincha y Provincia de Cotopaxi, 3 de mayo de 1987), fue un sacerdote y obispo católico, que se desempeñaba como el primer Obispo de Tulcán desde 1965, hasta 1987.

## Biografía
Sus padres, fueron Moisés de la Vega García y Dolores Rodríguez Montenegro. A poco de nacido sus padres se trasladaron a la parroquia de Julio Andrade del Cantón Tulcán, donde Luis Clemente pasó su infancia.

#### Estudios
Tras el traslado de sus padres a otra ciudad, ingresó a la escuela “Belisario Quevedo” , hasta terminar el quinto año, porque la escuela no tenía más que cinco grados.
Luego terminados los cinco años de primaria, ingresó al Seminario Menor “San Diego” de la ciudad de Ibarra donde empezó a destacarse entre sus demás compañeros por su constante dedicación al estudio y por sus prendar morales, las cuales se granjearon la estimación de compañeros y profesores.
En el seminario estuvo hasta terminar el quinto curso, pues no había en ese tiempo el sexto año.
Para concluir los estudios secundarios y decidir sobre su vocación, pasó al Seminario Menor “San Luis” de Quito, donde cursó el sexto año.

### Ordenación Sacerdotal
Fue ordenado Sacerdote, el 26 de junio de1946. Orden recibida de manos del Eminentísimo Sr. Cardenal de la Torre, donde celebró su primera misa en Quito y la primera solemne en San Isidro Provincia del Carchi, su lugar natal.

#### Cargos desempeñados
Entre sus obras parroquiales merece destacar: 
La construcción de la casa parroquial de San Gabriel y la iniciación de los trabajos del Templo de la Matriz.
En San Gabriel fue además profesor del Colegio Normal “Pablo Muñoz” y fundador de un curso de Mejoradores del Hogar para muchachas pobres.
Como Pastor entregó su vida a la promoción cristiana de las comunidades rurales a través de las misiones y el seguimiento de los animadores de la fe.
Para fortalecer su la labor misionera, además de las Hnas. Lauritas, fundó una casa de Hijas de la Misericordia  en Tulcán y de Hijas de la Iglesia, en San Gabriel.                
Además de mantener las escuelas y colegios ya existentes, fundó las escuelas Cristo Rey y Fe y Alegría en la ciudad de Tulcán.
En la ciudad de San Gabriel funda el colegio Nocturno Fisco Misional “Fernández Salvador” el 12 de diciembre de 1970.
En el campo de la vivienda donó un terreno para la construcción de la ciudadela de los Betuneros.
Como miembro y Presidente de la Fundación Sara Espiándola puso su interés en dotar de una casa digna a los ancianos de la ciudad y provincia.
Innumerables escritos dirigidos a sus sacerdotes y fieles en cartas pastorales, mensajes y circulares orientan permanentemente la vida cristiana del Carchi.

### Ordenación Episcopal
La Santa Sede valorando sus múltiples merecimientos en el campo social y aquilatando sus esclarecidas virtudes sacerdotales,  el Papa Pablo VI le designa Primer Obispo de la Diócesis de Tulcán, el 17 de marzo de 1965, siendo consagrado el 26 de mayo del mencionado año.

#### Obras como Obispo
Con sus hermanos obispos colaboró en las comisiones de Misiones, pastoral, social y finanzas y estuvo siempre acertado en sus criterios prácticos en bien de la iglesia ecuatoriana.
En su afán de buscar algunas estabilidades económicas para la diócesis, buscó recursos para levantar el edificio de la diócesis en la ciudad de Tulcán; el edificio de la Curia en Quito junto a otras obras prioritarias en el campo de lo pastoral, como la Casa de Retiros y el Templo de la Santa Virgen de la Paz en el Cantón Montúfar.

### Últimos años y Muerte
Sin pensar que le faltaba poco tiempo de vida Mons. Obispo Luis Clemente de la Vega estaba preocupado por encontrar recursos para ayudar a construir los templos y capillas dañadas por los terremotos del 5 de marzo de 1987.
Hombre de fe y de oración humilde y generoso llegó con su ejemplo al corazón de los pobres y sencillos; muchos no lo comprendieron porque jamás buscó aplausos y reconocimientos por sus obras.
Falleció de forma trágica el 3 de mayo de 1987, mientras venía oficiando una Misa en honor al Señor de la Buena Esperanza.
Produciéndose el accidente a las 15h00 en el ascenso al Nudo de Boliche, sector Guaguanegro, mientras conducía su vehículo en sentido Sur Norte.
El cadáver del distinguido prelado fue velado en la Catedral a la que acudió masivamente el pueblo católico de toda condición social de la ciudadanía ecuatoriana, así como también de Ipiales y Pasto y el Nuncio Apostólico acreditado en el gobierno.